# Leo Losert
Leo Losert, avstrijski veslač, * 31. oktober 1902, † 22. oktober 1982.
Losert je v dvojnem dvojcu za Avstrijo nastopil na Poletnih olimpijskih igrah 1928 v Amsterdamu. Čoln je tam osvojil bronasto medaljo. 